# جان بری (بازیکن فوتبال)
جان بری (انگلیسی: John Bray; ۱۶ مارس ۱۹۳۷ – ۱ ژانویهٔ ۱۹۹۲) بازیکن فوتبال اهل بریتانیا بود.
از باشگاه‌هایی که در آن بازی کرده‌است می‌توان به باشگاه فوتبال بلکبرن روورز و باشگاه فوتبال بری اشاره کرد.